# ファースト・ステップ
『ファースト・ステップ』 (First Step) は、イギリスのロックバンド、フェイセズのデビュー・アルバム。イギリスではジャケットにバンド名が「faces.」と印刷されたが、アメリカでは前身となったスモール・フェイセスの名前の方が通りが良かったため「small faces」(Warner Bros. WS 1851)と印刷されている。
本作は一般的に短時間であまり労力をかけずに製作されたアルバムと見なされ、ビルボードのチャートも119位にしか上らなかった。ハイライトは「アラウンド・ザ・プリンス」「フライング」「3つのボタン」である。
ジャケット写真ではロン・ウッドがジェフリー・シスレーのギター教本『First Step: How to Play the Guitar Plectrum Style』を手にしている。

## 収録曲
サイド 1
1. ウィキッド・メッセンジャー - "The Wicked Messenger" (ボブ・ディラン) - 4:05
2. デヴォーション - "Devotion" (レーン) - 4:54
3. シェイク、シャダー - "Shake, Shudder, Shiver" (レーン、ウッド) - 3:14
4. ストーン - "Stone" (レーン) - 5:38
5. アラウンド・ザ・プリンス - "Around The Plynth" (スチュワート、ウッド) - 5:56

サイド 2
1. フライング - "Flying" (レーン、スチュワート、ウッド) - 4:15
2. パイナップル & ザ・モンキー - "Pineapple and the Monkey" (ウッド) - 4:23
3. ノーバディ・ノウズ - "Nobody Knows" (レーン、ウッド) - 4:05
4. ルッキング・アウト・ザ・ウィンドウ - "Looking Out The Window" (ジョーンズ、マクレガン) - 4:59
5. 3つのボタン - "Three Button Hand Me Down" (マクレガン、スチュワート) - 5:44

## パーソネル
- ロッド・スチュワート - リード・ボーカル、バック・ボーカル、ハーモニカ、バンジョー
- ロニー・レーン - ベース、リズムギター、アコースティックギター、バック・ボーカル、リード・ボーカル (4)
- ロン・ウッド - リードギター、リズムギター、アコースティックギター、ベース (10)、バック・ボーカル
- イアン・マクレガン - ハモンドオルガン、ウーリッツァー・エレクトリック・ピアノ、アコースティック・ピアノ、バック・ボーカル
- ケニー・ジョーンズ - ドラム、パーカッション
- マーティン・バーチ - エンジニア

## 参照
1. ↑  ChartArchive - The Faces
2. ↑  Faces - Awards : AllMusic
3. ↑  http://www.discogs.com/release/1165159